# Джхенайгати
Джхенайгати (бенг. ঝিনাইগতি, англ. Jhenaigati) — город на севере Бангладеш, административный центр одноимённого подокруга. Площадь города равна 1,78 км². По данным переписи 2001 года, в городе проживало 4304 человека, из которых мужчины составляли 50,91 %, женщины — соответственно 49,09 %. Плотность населения равнялась 2417 чел. на 1 км². Уровень грамотности населения составлял 36,5 % (при среднем по Бангладеш показателе 43,1 %).